# Abe Levitow
Abraham "Abe" Levitow (2 de julio de 1922 - 8 de mayo de 1975) fue un animador estadounidense que trabajó principalmente para Warner Bros. Cartoons, UPA y MGM.
Recibió su primer crédito como animador en el año 1953 mientras trabajaba bajo la dirección de Chuck Jones. Trabajó para Jones durante gran parte de los años 1950, y dirigió varios dibujos animados en el año 1959. En el año 1961 se trasladó a UPA y dirigió la serie animada de Dick Tracy. Unos años más tarde, volvió nuevamente con Jones, ahora en MGM, donde trabajó como animador y director en Tom y Jerry. Su último proyecto fue B.C.: The First Thanksgiving en 1973.